# Білоус (річка)
Білоу́с — річка в Чернігівській області України, права притока Десни басейну Дніпра. Довжина річки становить 55 км, похил — 0,82 м/км, площа басейну — 657 кв. км.
Починається на південній околиці села Красківське й тече на південний схід. У селі Рижики повертає на південь. Впадає в Десну поблизу села Жавинка на південно-західній околиці міста Чернігів.
Долина коритоподібна, завширшки до 2 км; заплава подекуди заболочена у середній течії, є стариці. Річище помірно звивисте, пересічна ширина 5 м. У верхів'ї пересихає.

## Притоки
Праві притоки — Свишень, Струга, Руда.

## Населені пункти
На річці знаходяться села:
Ріпкинський район — Малий Листвен, Бихальцохівка, Гучин, Ямище;
Чернігівський район — Табаївка, Рогощі, Юр'ївка, Рижики, Кошівка, Новий Білоус, Старий Білоус, Павлівка, Трисвятська Слобода, Гущин, Киїнка .
У долині річки розташований Білоуський заказник. Над річкою проходить залізниця Чернігів — Славутич.